# サイセター総合開発区
サイセター総合開発区（英語: Saysettha Development Zone、ラーオ語: ເຂດເສດຖະກິດ ກວມລວມເມືອງໄຊເສດຖາ、中国語: 赛色塔综合开发区）はラオスの経済特区の1つ。ヴィエンチャン都サイセター郡とサイタニー郡に位置する。総面積は1,000haで工業団地を建設する計画である。

入り口ゲート

## 開発
デベロッパーはラオ中国総合投資有限会社（英語: Lao-China Joint Investment Co., Ltd、ラーオ語: ບໍລິສັດຮ່ວມທຶນລາວ-ຈີນ ຈຳກັດ、中国語: 老中联合投资有限公司）で、雲南省海外投資有限会社（英語: Yunnan Provincial overseas Investment Co.,Ltd 、ラーオ語: ກຸ່ມບໍລິສັດວິສະວະກຳກໍ່ສ້າງ-ລົງທຶນຕ່າງປະເທດແຂວງ ຢູນນານ ຈຳກັດ、中国語: 云南省海外投资有限公司）が75%、ヴィエンチャン都政府が25%出資によるJV事業である。
- サイセター総合開発区は、中国商務部と雲南省政府が重点を置く国家級の海外経済協力区のひとつである[2]。

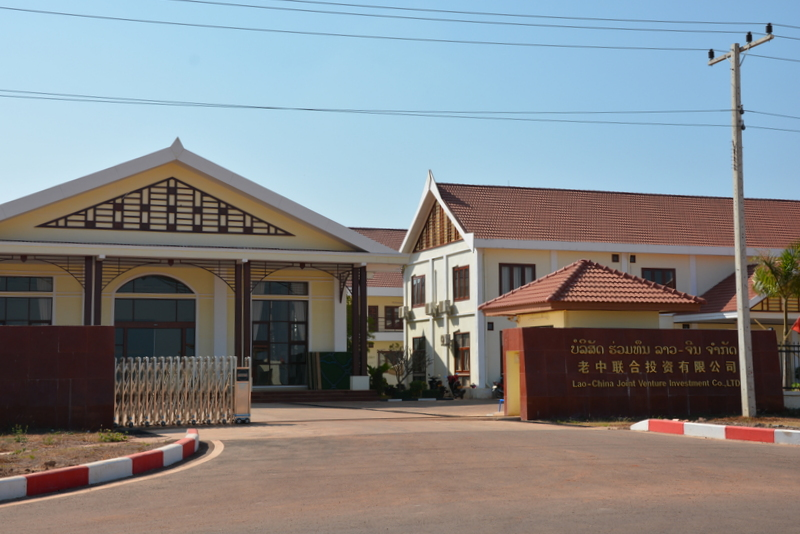
デベロッパー事務所

- 1億2800万ドルの投資で、3フェーズによる開発が計画されている。2012-2015年：インフラ整備、2016-2020：開発期、2021-2030年：工業開発[3]。
- 58%を工業地区、42%を生産地区として開発し、輸出用農産物加工、軽工業を中心に開発するとしている。また、グリーンエリア、休息所、観光地、輸送センターの開発も行うとしている。また別途周辺の5000haで水田の開発を行う計画である[4]。

## 経緯
本事業は、中国側がニュー・ラオス・ナショナルスタジアムの建設費9800万ドルを出資する見返りとして、ヴィエンチャン都政府が1000haの土地の提供と3000万ドルを上限とする土地接収の補償金を支払うことで、それぞれ75%、25%の出資構成とすることが合意されたものである。

## 土地の接収
- 2010年に1000haの土地を3000万ドルの補償金でラオス政府とデベロッパーとの間で合意されており、ラオス政府側が補償の責任を負っている。2014年9月までに179ha分を500万ドルの補償で接収が完了していると報告している。また、追加で150ha以下の土地を確保することで合意したと報道されている[5]。
- 547haはコクサアート工業団地からの分割された土地である[6]。

## 進捗
- 2006年11月19日　1000ha開発のためのラオ中国総合投資有限会社設立に関するMOUを締結（中国企業はサイタニー郡LAK17の国立競技場建設を実施、ラオス政府は土地の権利・住民移住等の責任を負う）。
- 2010年11月18日、サイセター経済開発区の起工式とラオ中国総合投資有限会社の看板設置式典が行われ、ソムサワート副首相、ソムバット都知事、白恩培雲南省党委員会書記、中国大使らが出席した[4]。
- 2012年3月30日雲南省長李紀恒がラオスを訪問した際に雲南省と中国開発銀行による「サイセター郡総合的投資事業」、「20万トン精米所事業」への融資文書が調印された[7]。
- 2013年5月閣僚会議にて開発マスタープランが承認[8]。
- 2015年4月8日ラオ・中国トンイェン・ペトロケミカル社（英語: The Lao-China Dongyan Petrochemical Co., Ltd、ラーオ語: ບໍລິສັດ ອຸດສາຫະກຳ ເປໂຕຼເຄມີລາວ-ຈີນ ຕົ່ງແຢນ ຮຸ້ນສ່ວນຈຳກັດ、中国語: 老挝东岩石化股份有限公司）の石油精製工場の建設開始式典がソムサワート副首相らが出席して行われた。2016年末より試験操業を開始する計画である。同石油精製工場は建設総額1億7922万ドル、出資は雲南東岩実業有限公司（中国語: 云南东岩实业有限公司）75%、ラオス燃料公社20%、ラオ中国総合投資有限会社5%の構成。オクタンガソリン29万トン/年、ディーゼル47.4万トン/年、LPG1.8万トン/年、ベンゼン1.26万トン/年、Sulphur5000トン/年を生産する計画である。また6万立米相当の石油備蓄倉庫を生産する計画である[9]。